# هگزانال
هگزانال (به انگلیسی: Hexanal) با فرمول شیمیایی C۶H۱۲O یک ترکیب شیمیایی با شناسه پاب‌کم ۶۱۸۴ است. که جرم مولی آن ۱۰۰٫۱۵۸۸۸ g/mol می‌باشد. شکل ظاهری این ترکیب، مایع شفاف است.